# Barleria acanthophora
Barleria acanthophora là một loài thực vật có hoa trong họ Ô rô. Loài này được (Roem. & Schult.) Nees mô tả khoa học đầu tiên năm 1847.